# Paseo de Uribitarte
El paseo de Uribitarte está ubicado en la villa de Bilbao. Transcurre en su recorrido a lo largo de la margen izquierda de la ría de Bilbao. Se inicia en el puente del Ayuntamiento y finaliza en el Museo Guggenheim, justo al inicio del muelle Campa de los Ingleses y la avenida Abandoibarra, bajo el puente de La Salve. Consta de doble acera peatonal, carril bici, un carril para el tráfico así como la zona central reservada para el tranvía de Bilbao. Conecta con el paseo Campo de Volantín de la margen derecha a través del puente Zubizuri.

## Edificios de interés y estatuaria
Diversos edificios y estatuas reseñables rodean el paseo de Uribitarte:

### Edificios
- Edificio Aznar. La familia Aznar, propietarios de la naviera de igual nombre, construyeron este edificio en 1948 como sede de sus negocios. El arquitecto Manuel I. Galíndez fue el encargado de realizar este proyecto. En la actualidad lo ocupan dependencias municipales.[2]
- Edificio de la antigua Aduana de Bilbao en la plaza Pío Baroja, construido por el arquitecto Eladio Iturría en 1890.
- Edificio Albia recientemente remodelado con su nueva fachada en color blanco.
- Isozaki Atea, complejo de siete edificios diseñado por el arquitecto japonés Arata Isozaki con la colaboración del arquitecto bilbaíno Iñaki Aurrekoetxea. Se compone de dos torres gemelas de 82 metros y 23 plantas, y cinco edificios de entre 6 y 8 pisos.[3]
- Puente Zubizuri del arquitecto valenciano Santiago Calatrava.
- Edificio Museoalde.

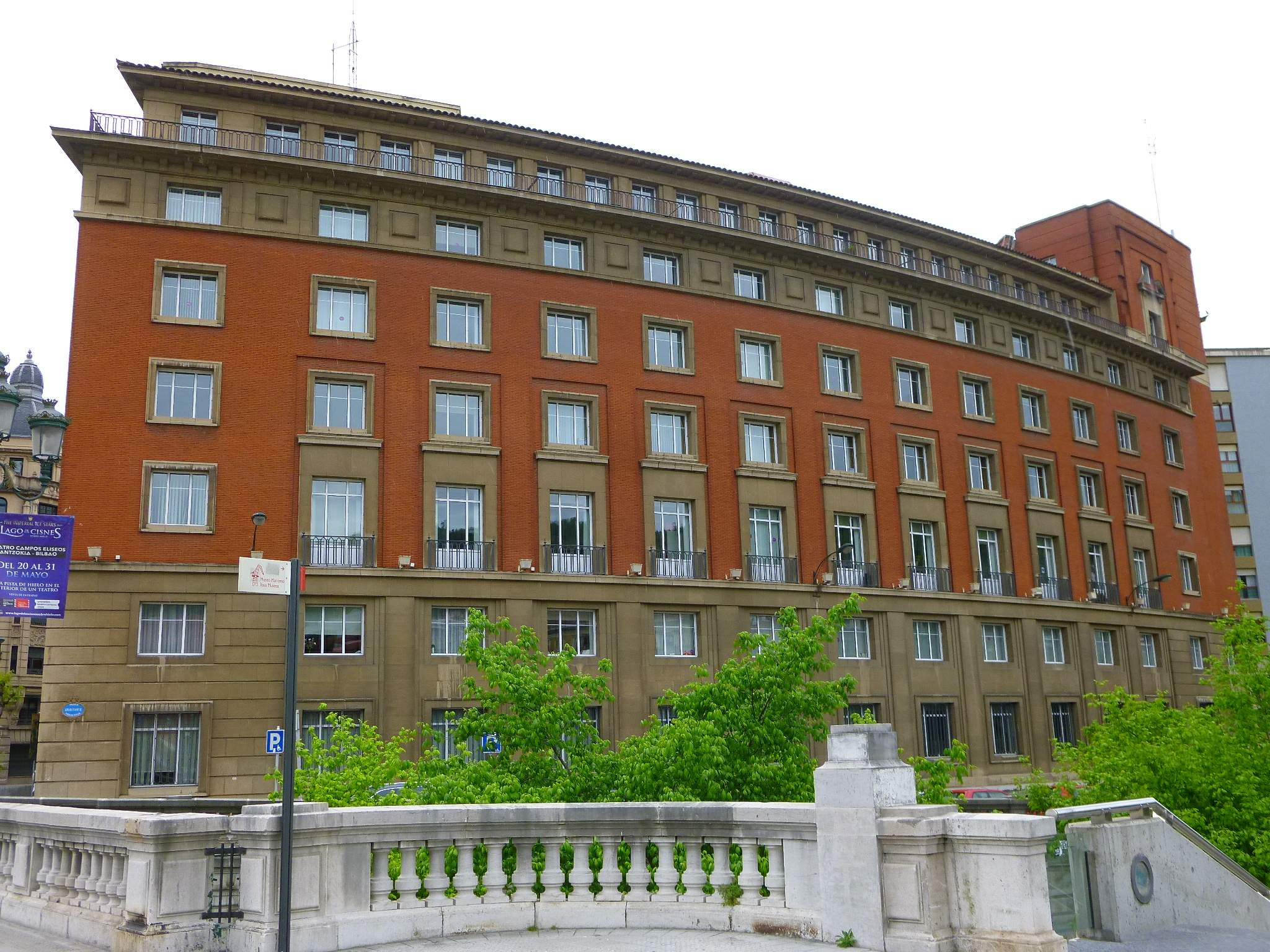
Edificio Aznar al inicio del paseo
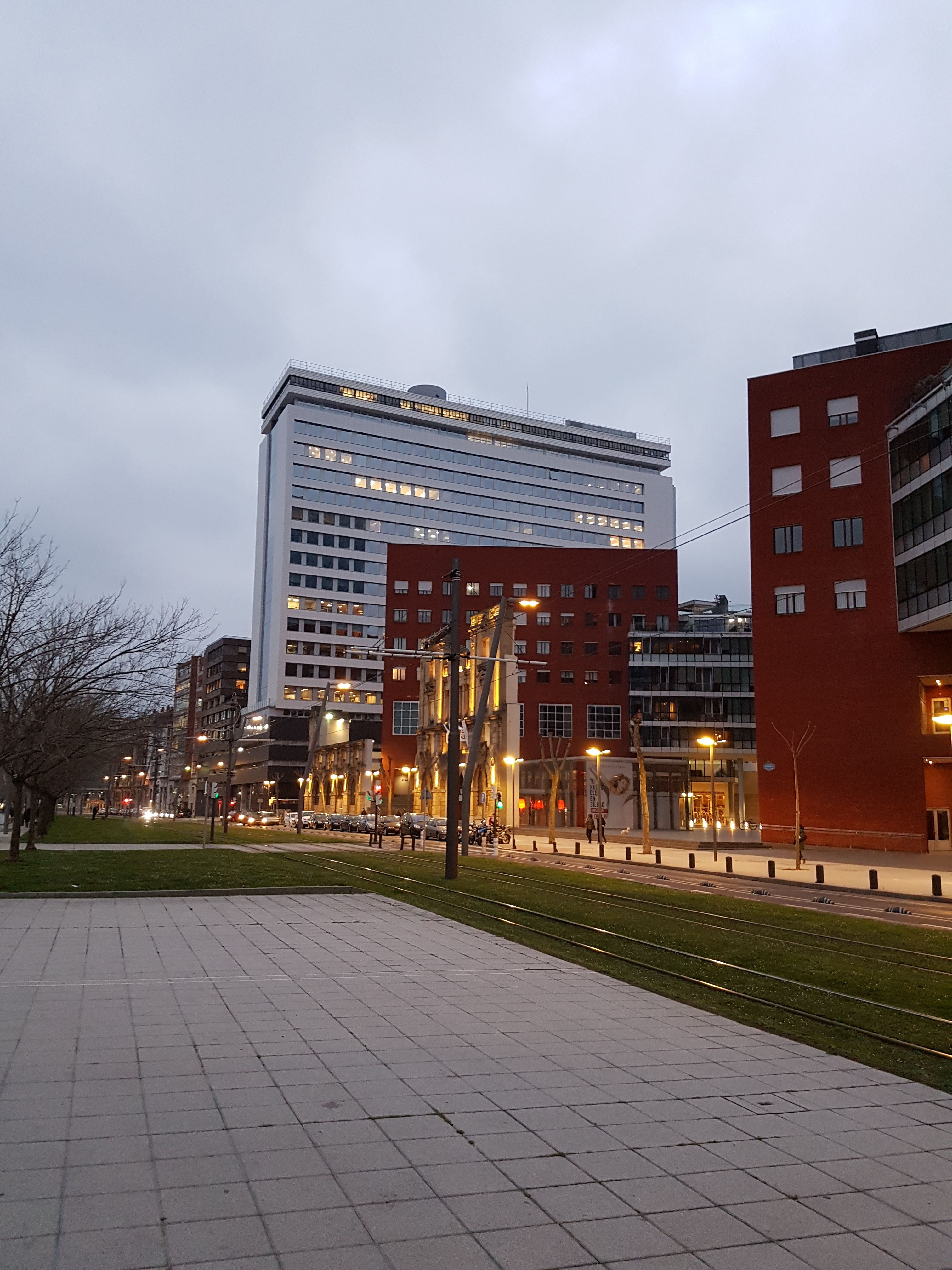
Edificio Albia
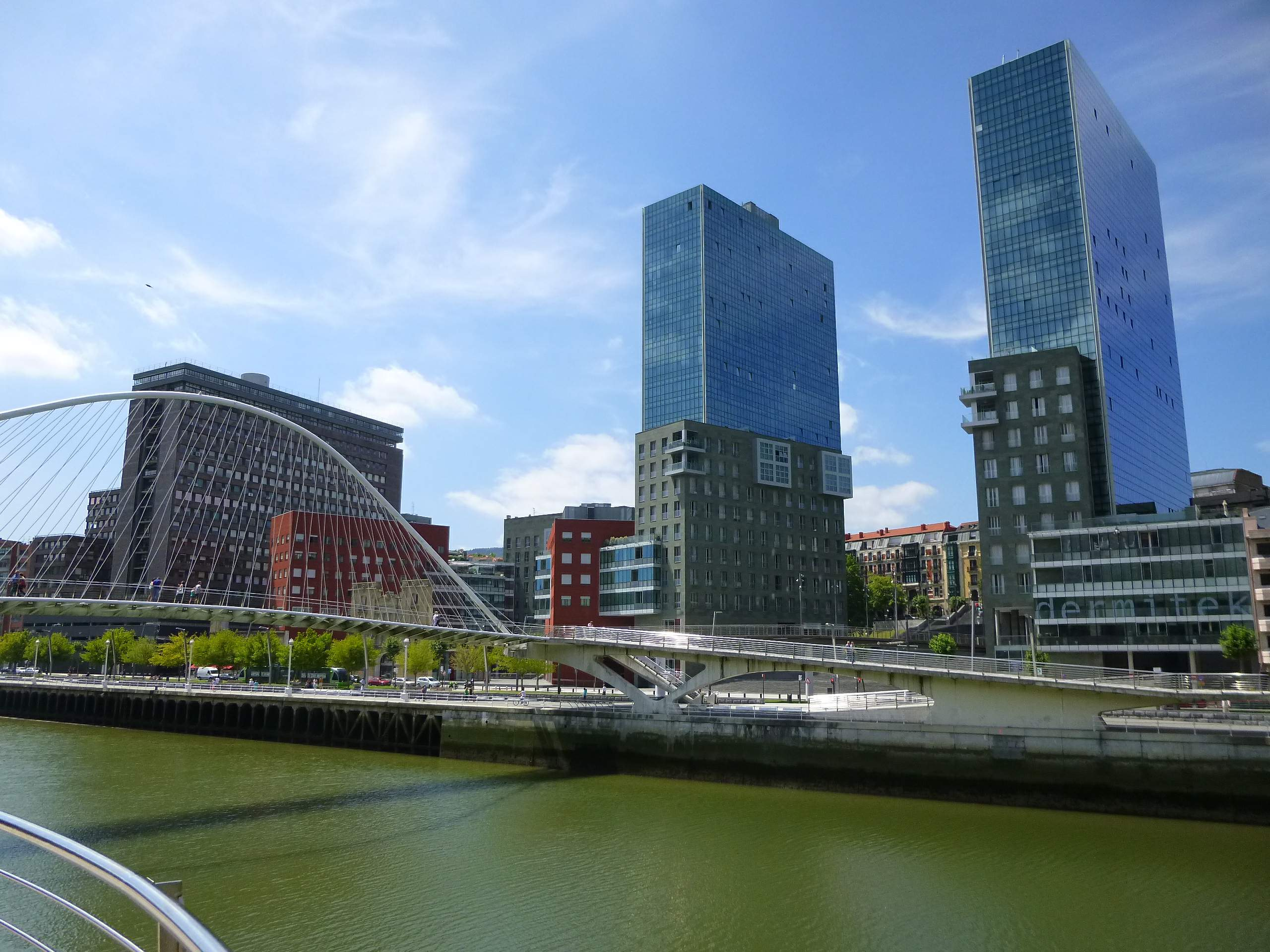
Vista desde la margen derecha de la ría del edificio Albia, el conjunto arquitectónico Isozaki Atea y el puente Zubizuri

### Estatuas
- Conmemoración del día del mar, obra del escultor asturiano Vicente Vázquez Canónico, frente al ayuntamiento de Bilbao.[4]
- Fuente con estatua de Melpómene, obra de Enrique Barros, destinada a sustituir la realizada por Francisco Durrio para el Monumento a Arriaga en Bilbao. Está situada en la confluencia del paseo de Uribitarte con la calle homónima.

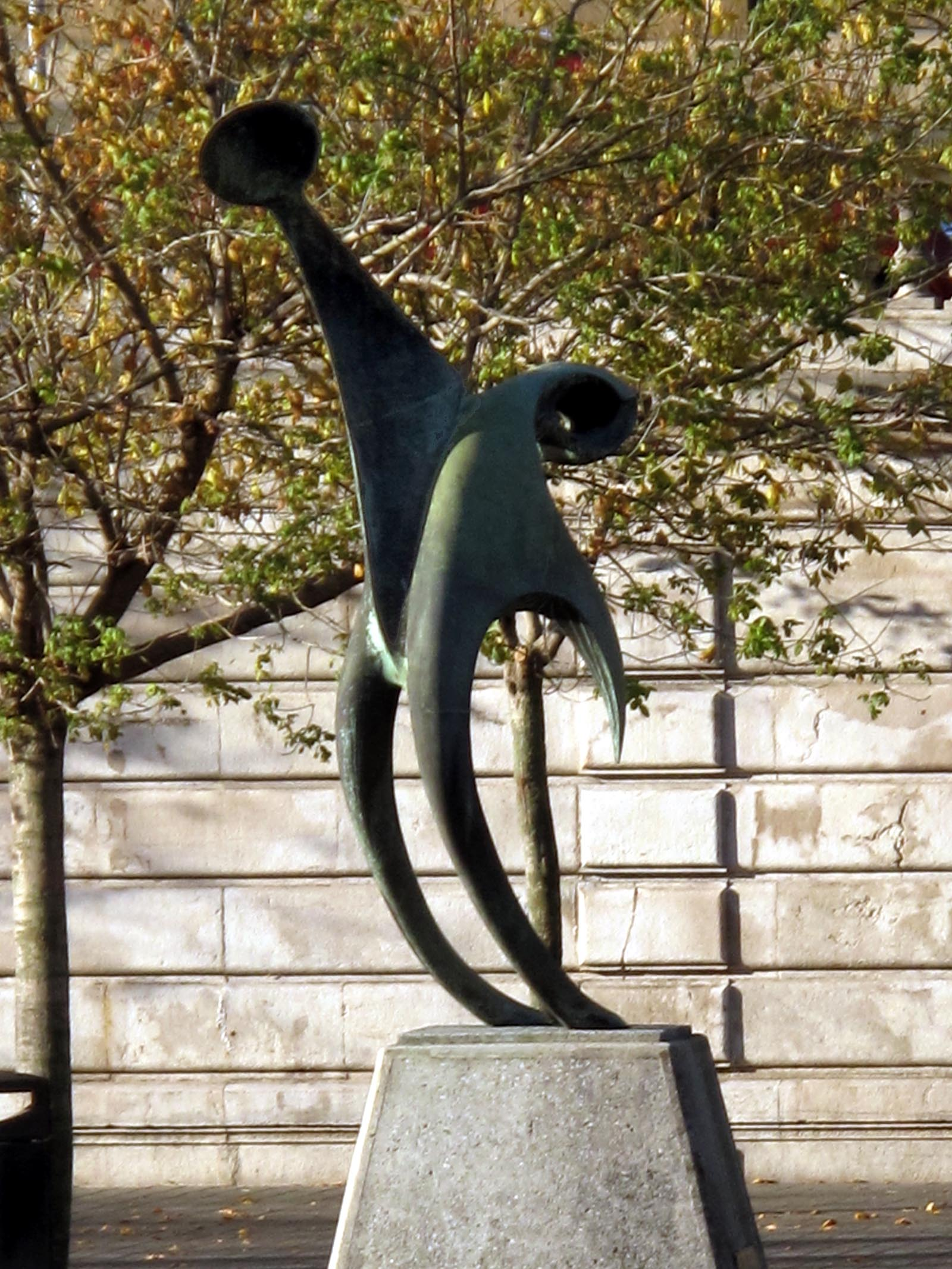
Conmemoración del día del mar, de Vicente Vázquez Canónico
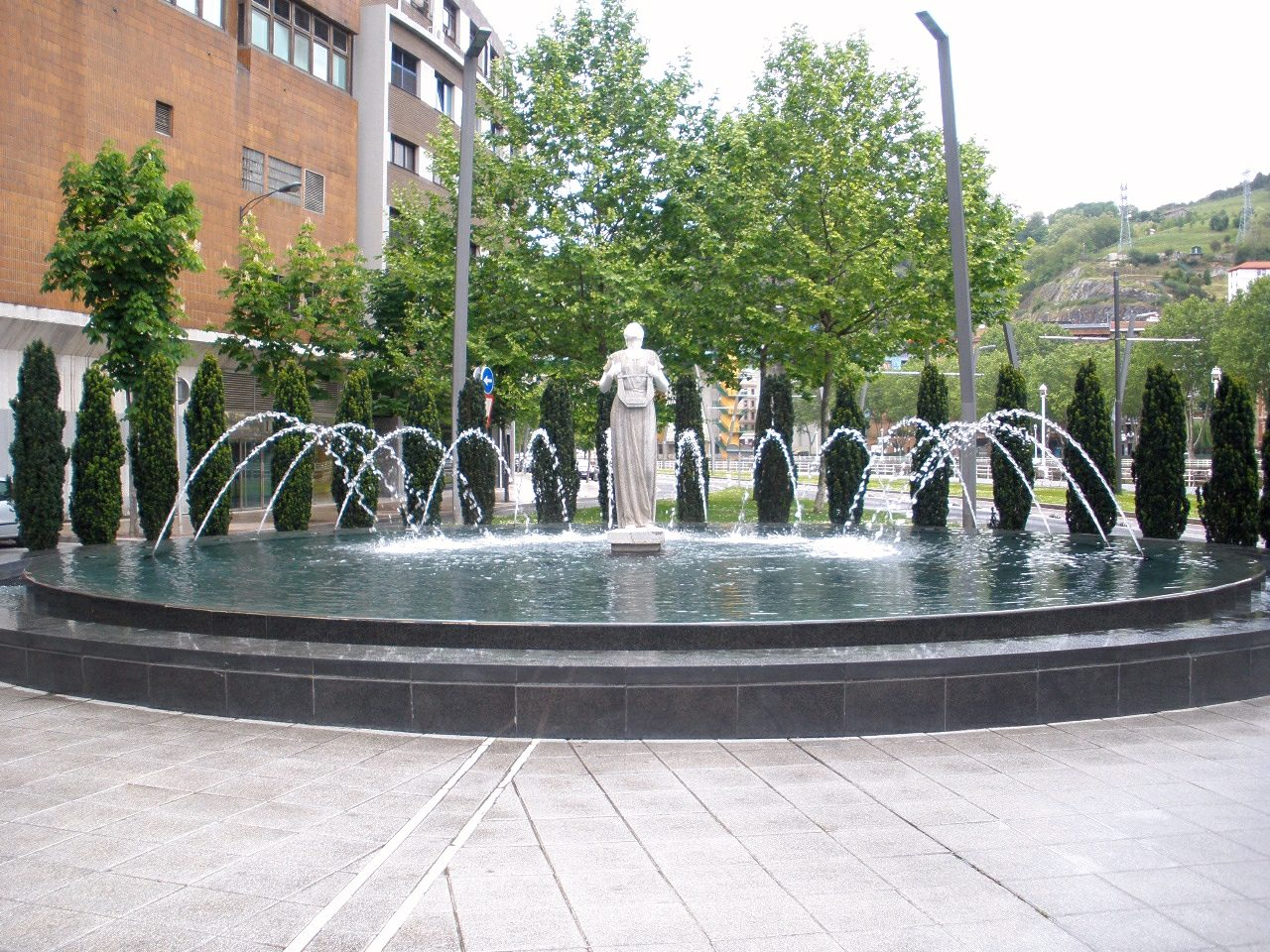
Fuente con estatua de Melpómene, obra de Enrique Barros

## Medios de transporte
Estaciones de Pío Baroja y Uribitarte del tranvía de Bilbao.